# Stati provinciali
Gli Stati provinciali (in olandese: Provinciale Staten) sono il ramo legislativo del governo provinciale dei Paesi Bassi. I membri degli stati provinciali sono eletti direttamente dagli elettori che vivono nella provincia, per un mandato di quattro anni.

## Organizzazione
Il numero di rappresentanti eletti in ciascuna provincia dipende dal suo numero di abitanti: almeno 39 rappresentanti (Flevoland) e al massimo 55 (Olanda Settentrionale, Olanda Meridionale e Brabante Settentrionale). Le elezioni si svolgono nella stessa data per tutte le province del regno. Gli stati provinciali, costituiti da una camera per provincia, non possono essere sciolti.
Ogni stato provinciale eletto sceglie tra i suoi membri, anche per un periodo di quattro anni, i membri della deputazione provinciale (Gedeputeerde Staten) che esercita il potere esecutivo locale. Gli stati provinciali eleggono inoltre i membri della Eerste Kamer ogni quattro anni.
Lo stato provinciale è inoltre presieduto dal commissario del re (Commissaris van de Koning), che non è un funzionario eletto ma un funzionario nominato dal governo dei Paesi Bassi per un periodo di sei anni e che presiede anche la delegazione provinciale.
Sebbene vicini nella loro struttura ai tre stati d'oltremare (Aruba, Curaçao e Sint Maarten), l'autonomia degli stati provinciali è meno forte nelle province dello stato dei Paesi Bassi dove esercitano una giurisdizione locale più limitata. In effetti, queste province sono regolate dal diritto comune dello Stato dei Paesi Bassi in molti settori e non hanno un proprio governo esecutivo (anche se la delegazione provinciale svolge funzioni esecutive nei settori di competenza che sono devoluti localmente).

## Evoluzione del numero di seggi
| Stato provinciale       | Seggi (2003) | Seggi (2007) | Seggi (2011) | Seggi (2015) | Seggi (2019) | Seggi (2023) |
| ----------------------- | ------------ | ------------ | ------------ | ------------ | ------------ | ------------ |
| Groninga                | 55           | 43           | 43           | 43           | 43           | 43           |
| Frisia                  | 55           | 43           | 43           | 43           | 43           | 43           |
| Drenthe                 | 51           | 41           | 41           | 41           | 41           | 43           |
| Overijssel              | 63           | 47           | 47           | 47           | 47           | 47           |
| Flevoland               | 47           | 39           | 39           | 41           | 41           | 41           |
| Gheldria                | 75           | 53           | 55           | 55           | 55           | 55           |
| Utrecht                 | 63           | 47           | 47           | 49           | 49           | 49           |
| Olanda Settentrionale   | 83           | 55           | 55           | 55           | 55           | 55           |
| Olanda Meridionale      | 83           | 55           | 55           | 55           | 55           | 55           |
| Zelanda                 | 47           | 39           | 39           | 39           | 39           | 39           |
| Brabante Settentrionale | 79           | 55           | 55           | 55           | 55           | 55           |
| Limburgo                | 63           | 47           | 47           | 47           | 47           | 47           |
| Totale                  | 764          | 564          | 566          | 570          | 570          | 572          |